# ジプシー・スウィング
ジプシー・スウィングとは、1930年代にギタリストのジャンゴ・ラインハルトが始めたジプシーの伝統音楽とスウィング・ジャズを融合させた音楽。

## 歴史
フランスに大きな起源を持つため、フランス名のジャズ・マヌーシュまたはマヌーシュ・ジャズ（Jazz manouche, Manouche jazz）とも呼ばれる。ジャンゴ・ラインハルトは、デューク・エリントン、エディ・ラングらの他に、特にルイ・アームストロングのジャズを聴きこんだ。
ジプシー・スウィングという用語は、1988年6月に、フランスのサモア市で毎年開かれ るジャンゴ・ラインハルト・フェスティバルに出演した「東京ホット倶楽部バンド」のプロデューサー浦上宗治が、同年8月にキング・レコードでリリースされたCD アルバム『白い水玉』のリリースに先立って、それまで、単にスウィング・ジャズ、ジプシー・ジャズに含まれていた音楽を、ジプシー・スウィングやアコースティック・スゥイングと命名して区別化した用語である。
21世紀には、ジャンゴ・ラインハルトをはじめとするジプシー・スウィングが再度注目された。